# Augustin (Romania)
Augustin (in ungherese Ágostonfalva) è un comune della Romania di 1662 abitanti, ubicato nel distretto di Brașov, nella regione storica della Transilvania.
Il comune è indipendente dal 2004; in precedenza faceva parte del comune di Ormeniș.